# Baba Novac
Baba Novac (Poreč, Imperi Otomà, 1521 - Cluj-Napoca, 5 de febrer de 1601) fou un noble romanès nascut a l'actual Sèrbia a mitjans del segle xvi. Comandant de l'armada del príncep romanès Mihai Viteazul (Miquel el Valent) en les seves campanyes de l'any 1595, era un dels homes de confiança del príncep Miquel, que va ser l'artífex de la primera unificació dels tres principats històrics de l'actual Romania (Valàquia, Moldàvia i Transsilvània).
Quan uns mercenaris varen assassinar al príncep romanès seguint instruccions dels nobles hongaresos de Transsilvània, Baba Novac va arrestar alguns d'aquells nobles que formaven la Dieta de Cluj que van conspirar per matar el príncep romanès i els va executar, però possiblement traït per altres nobles romanesos va ser entregat als hongaresos, que l'executaren.
Després de la mort de Mihai Viteazul i els seus principals seguidors els tres principats es van tornar a separar, acabant de forma momentània amb la possibilitat de constituir un regne de Romania.

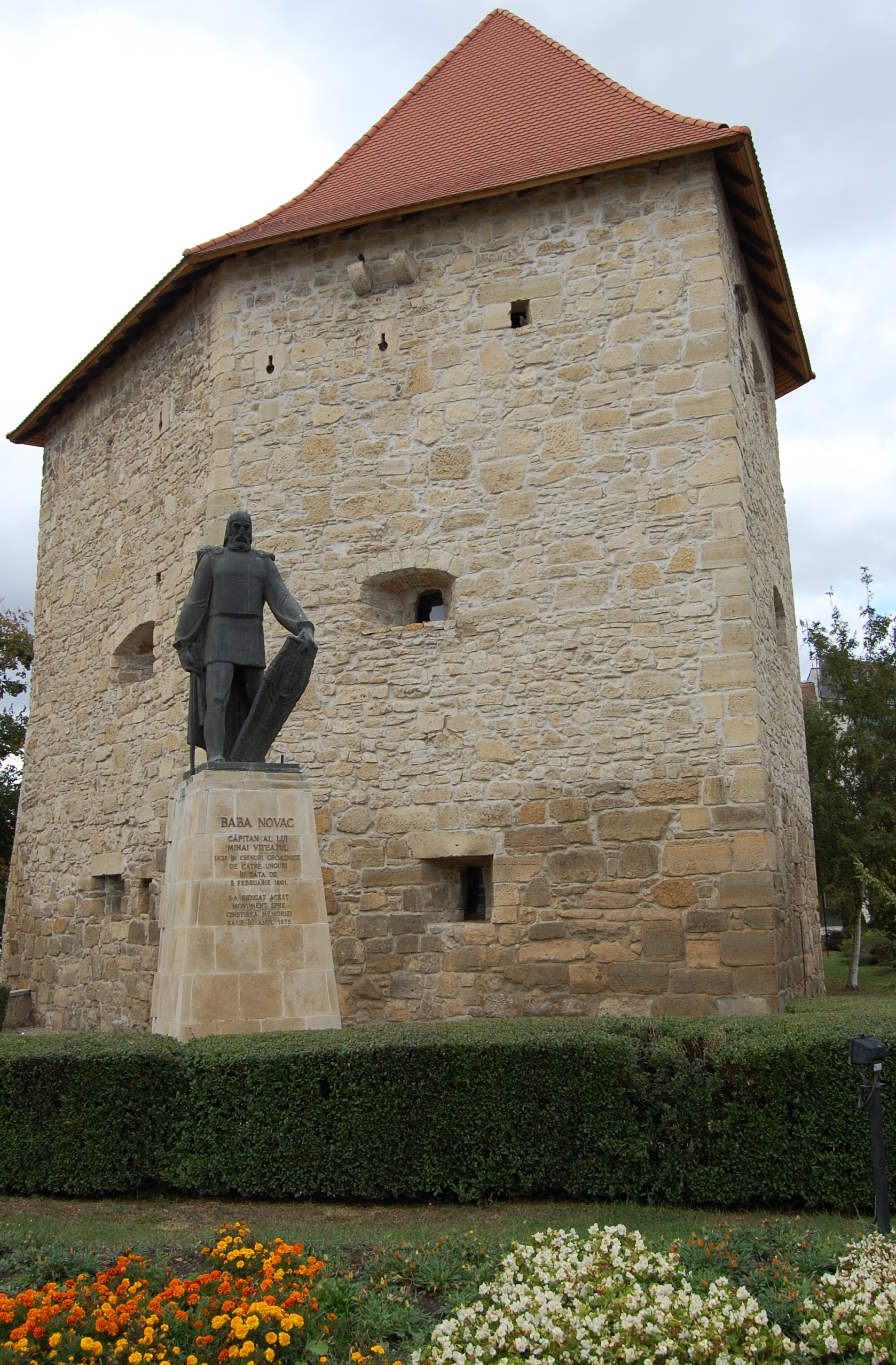
Monument a Baba Novac a Cluj̠-Napoca.

En la cultura sèrbia i romanesa se'l recorda avui com un heroi i alliberador nacional, a causa dels nombrosos èxits bèl·lics contra els turcs a la zona de l'actual Sèrbia, República Srpska, Romania, Moldàvia i Bulgària. A Cluj-Napoca hi ha una estàtua en el seu honor i record.